# Hydropsyche martynovi
Hydropsyche martynovi là một loài Trichoptera trong họ Hydropsychidae. Chúng phân bố ở miền Cổ bắc.